# Xabi Alonso
Xabier Alonso Olano (tiếng Basque: [ˈʃaβi aˈlons̺o oˈlano], tiếng Tây Ban Nha: [ˈ(t)ʃaβj aˈlonso oˈlano]; sinh ngày 25 tháng 11 năm 1981), hay thường được gọi với tên ngắn gọn là Xabi Alonso, là một cựu cầu thủ và huấn luyện viên bóng đá chuyên nghiệp người Tây Ban Nha hiện là huấn luyện viên của câu lạc bộ Real Madrid. Alonso thường được coi là một trong những tiền vệ hay nhất trong thế hệ của mình.
Alonso bắt đầu sự nghiệp của mình tại Real Sociedad, đội phụ của tỉnh nhà Gipuzkoa. Sau một thời gian ngắn cho mượn tại Eibar, anh được bổ nhiệm làm đội trưởng của Real Sociedad bởi huấn luyện viên lúc bấy giờ John Toshack. Anh đã thành công trong vai trò này, đưa câu lạc bộ lên vị trí thứ hai trong mùa giải 2002–03. Anh chuyển đến Liverpool vào tháng 8 năm 2004 với giá 10,5 triệu bảng và giành UEFA Champions League trong mùa giải đầu tiên, dưới sự dẫn dắt của huấn luyện viên Rafael Benítez, ghi bàn thắng gỡ hòa trong trận chung kết với Milan. Mùa giải tiếp theo, anh đã giành được FA Cup và FA Community Shield.
Anh chuyển đến Real Madrid để bắt đầu mùa giải 2009–10 trong một hợp đồng trị giá khoảng 30 triệu bảng Anh. Sau khi giành được các danh hiệu bao gồm chức vô địch ở 2012 và Champions League năm 2014 trong năm mùa giải ở Madrid, anh được câu lạc bộ Đức Bayern Munich ký hợp đồng theo hợp đồng hai năm. Điều này đã được kéo dài thêm một năm nữa, và cuối cùng anh đã nghỉ thi đấu vào mùa hè năm 2017, ở tuổi 35, đã giành được Bundesliga trong mỗi mùa giải của anh với Bayern.
Anh ra mắt quốc tế cho Tây Ban Nha vào tháng 4 năm 2003 trong chiến thắng 4–0 trước Ecuador. Khi chơi cho Tây Ban Nha, Alonso đã giành được UEFA Euro 2008|Euro 2008, Euro 2012 và FIFA World Cup 2010, và anh cũng đại diện cho quốc gia của mình tại Euro 2004 và FIFA World Cup 2006. Vào ngày 23 tháng 6 năm 2012, Alonso đã có trận đấu thứ 100 cho Tây Ban Nha trong trận tứ kết Euro 2012 trước Pháp; anh đã ăn mừng dịp này bằng cách ghi cả hai bàn thắng cho Tây Ban Nha để đưa họ vào bán kết. Sau khi Tây Ban Nha không thể vượt qua vòng bảng tại FIFA World Cup 2014, Alonso đã từ giã sự nghiệp thi đấu quốc tế vào ngày 27 tháng 8 năm 2014. 114 lần khoác áo khiến anh trở thành cầu thủ khoác áo đội tuyển quốc gia nhiều thứ tám trong lịch sử.

## Tuổi thơ
Alonso sinh ra trong một gia đình có truyền thống bóng đá.Bố anh, ông Periko Alonso 2 lần vô địch giải vô địch quốc gia Tây Ban Nha cùng Real Sociedad và lần thứ 3 là cùng FC Barcelona. Ông cũng có 20 lần xuất hiện trong màu áo đội tuyển Tây Ban Nha.Sinh ở Tolosa, một thị trấn nhỏ ở vùng Basque, Xabi Alonso sống ở Barcelona đến năm 6 tuổi thì chuyển sang San Sebastián.Ở đây tài năng bóng đá của anh bắt đầu được bộc lộ khi anh chơi cho đội địa phương Playa de la Concha.Ở đây Alonso kết bạn người hàng xóm ở Calle Matia, Mikel Arteta, và cả hai đều là những người có phẩm chất kĩ thuật rất tốt.Anh có niềm đam mê với bóng đá nên cha anh đã đưa anh cùng anh trai anh đến khu tập luyện của câu lạc bộ CE Sabadell để tập.Alonso cũng có lối chơi giống cha anh, có khả năng chuyền bóng tốt hơn là sút bóng.Ban đầu anh chơi ở vị trí tiền vệ phòng ngự: một vị trí giúp anh biết cách phân phối bóng.Điều này về sau đã giúp anh có được vị trí trong câu lạc bộ và cả đội tuyển quốc gia.

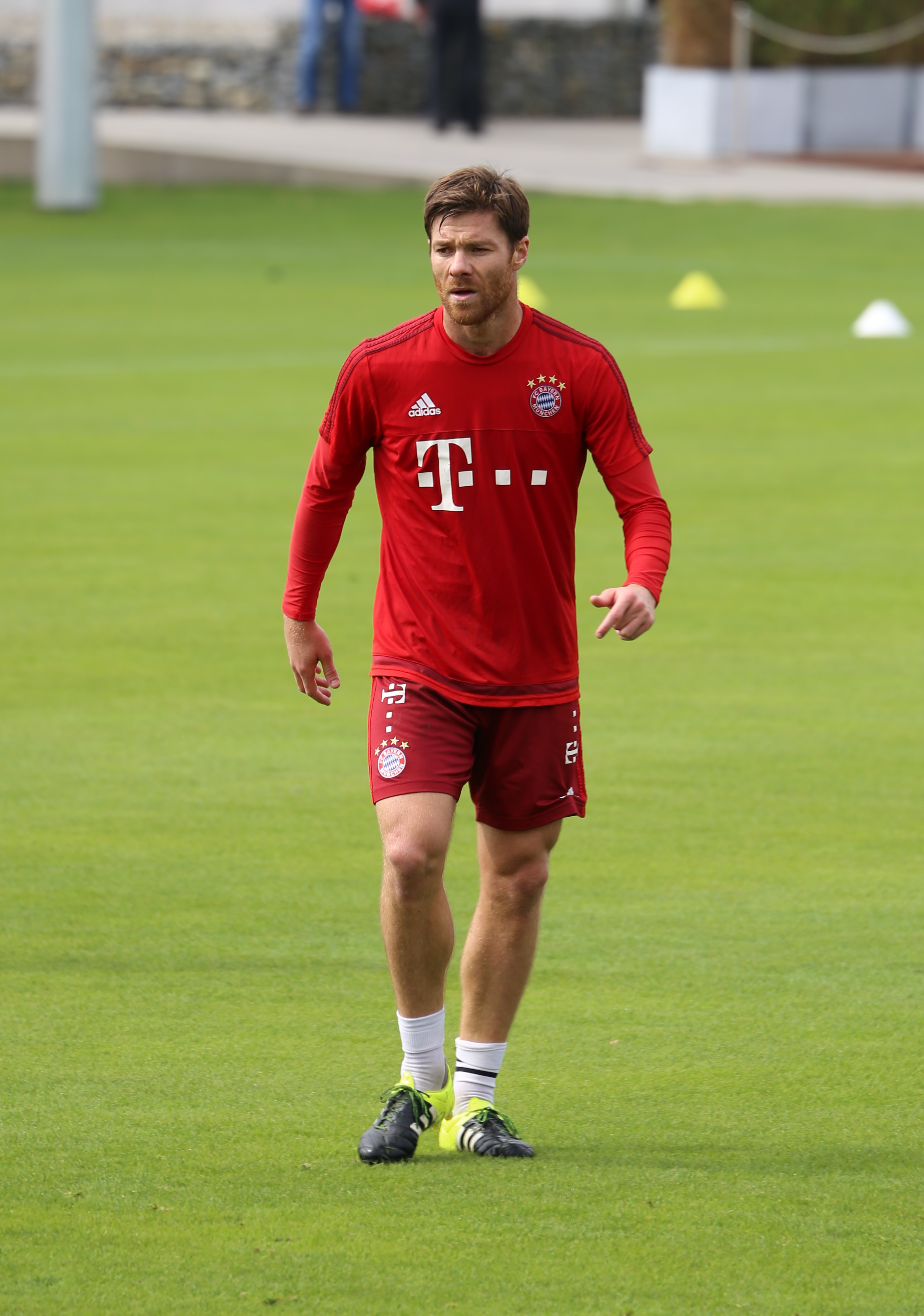
Xabi Alonso đang tập luyện cùng Bayern München

Khi 15 tuổi, Alonso đến thị trấn Kells ở cộng hoà Ireland để học tiếng Anh; trong khi ở đó, anh đã biết được về môn bóng đá Gaelic, và đã chơi cùng một số đứa trẻ khác trong thị trấn.
Alonso và Arteta có tham vọng và mơ ước được chơi cùng nhau ở Real Sociedad khi họ lớn lên.Mặc dù học ở hai trường khác nhau, cả hai đều tham gia vào học viện bóng đá trẻ Antiguoko vào cuối tuần.Màn trình diễn của họ đã thu hút sự chú ý của các tuyển trạch viên từ các lò đào tạo trẻ khác nhau và cuối cùng tình bạn kéo dài 9 năm của họ đã kết thúc khi Alonso vào lò đào tạo của Real Sociedad còn Arteta chuyển đến gã khổng lồ FC Barcelona.Tuy nhiên việc Alonso chuyển tới Real Sociedad không khiến anh cô đơn khi ở đây có anh trai anh là Mikel Alonso đã trở thành một cầu thủ giỏi.
Những sự tiến bộ ở cấp độ đội trẻ của Real Sociedad cùng những ấn tượng đủ để giúp anh lên đội một vào năm 18 tuổi.Anh có trận ra sân đầu tiên khi tiếp Logroñés CF vào tháng 12 năm 1999 ở cúp Copa del Rey.Alonso không có thêm bất cứ một lần ra sân nào ở mùa giải đó nữa nhưng mùa giải sau đó đem đến cho anh nhiều cơ hội hơn.Ở đầu mùa giải 2000-01, Javier Clement gửi Alonso tới SD Eibar để tích luỹ kinh nghiệm.Vào tháng 1 năm 2001, Real Sociedad nằm ở giữa bảng xếp hạng và huấn luyện viên mới. John Toshack đưa tài năng Alonso vào diện niềm hi vọng số 1.Bất ngờ huấn luyện viên người Xứ Wales cho cầu thủ 19 tuổi làm đội trưởng, một vị trí thường được trao cho các cầu thủ giàu kinh nghiệm.Cuối mùa giải đó Sociedad kết thúc ở vị trí thứ 14.Toshack tán dương Alonso, cho rằng tầm ảnh hưởng của anh lên đội bóng là hiếm có, đặc biệt với một cầu thủ mới lên từ đội trẻ.

## Sự nghiệp câu lạc bộ

### Real Sociedad
Dưới sự dẫn dắt của John Toshack, Alonso luôn được tin tưởng làm người đeo băng đội trưởng ở Real Sociedad.Toshack đã nhận ra tài năng của Alonso và đã đầu tư nhiều thời gian cho anh, tạo một bài huấn luyện riêng để nâng cao khả năng tranh chấp và kiểm soát bóng của anh..Câu lạc bộ leo lên khu vực giữa của bảng xếp hạng ở mùa giải 2001-02 và cuối cùng kết thúc mùa giải ở vị trí thứ 13.Alonso ra sân 30 trận ở La Liga và cũng ghi bàn đầu tiên, cả mùa giải anh ghi được 3 bàn.Real Sociedad thay đội huấn luyện viên một lần nữa vào hè 2002 với việc Raynald Denoueix đến nhưng Alonso vẫn có vị trí trong đội hình một bởi những màn trình diễn ấn tượng mà anh đã từng có được.
Mùa giải 2002-03 là mùa giải thành công nhất kể từ mùa giải 1981-82, mùa giải mà họ đã vô địch.Đội bóng xứ Basque về đích với vị trí thứ nhì, kém Real Madrid hai điểm, đạt kỉ lục về số điểm trong lịch sử đội bóng và được tham dự cúp C1 lần đầu tiên.Alonso nhận được nhiều lời tán dương vì thành công cùng đội bóng và được chọn là cầu thủ xuất sắc nhất mùa giải bởi báo thể thao Don Balón.Ở mùa giải đó, Alonso đã đóng góp nhiều bàn hơn cho đội bóng, với 12 bàn ở mọi giải đấu.Màn trình diễn của anh đã giúp Alonso được Iñaki Sáez, huấn luyện viên của đội tuyển Tây Ban Nha đội tuyển.Alonso có trận ra mắt vào tháng 4 năm 2003 với chiến thắng 4-0 trước đội tuyển Ecuador.Saez nói về Alonso: "Cậu ấy có kĩ năng chuyền bóng tuyệt vời cùng nhãn quan chiến thuật sắc bén."
Mùa giải 2003-04 chứng kiến những kết quả không tốt của Alonso cùng đội bóng.Alonso có cơ hội ra sân ở cúp châu Âu, ra sân trong tất cả các trận đấu, và Real Sociedad đã tiến tới vòng knockout của cúp C1.Tuy nhiên, câu lạc bộ phải chiến đấu dưới sức ép của những trận đấu bù và đã bị loại bởi Olympique Lyon và kết thúc La Liga ở vị trí thứ 15.Những kết quả không tốt của đội bóng đã dấy lên những thông tin cho rằng anh sắp rời câu lạc bộ.Mặc dù nhận được sự quan tâm từ Real Madrid, Alonso vẫn trung thành với Real Sociedad.Madrid đã thất bại trong việc đưa ra mức giá 13 triệu Euro cho Alonso.
Alonso một lần nữa lại được chú ý đến với việc cùng Tây Ban Nha tham dự Euro 2004.Anh đã vào sân từ ghế dự bị trong trận Tây Ban Nha thắng 1-0 trước đội tuyển Nga và chơi đủ 90 phút trong trận tiếp Bồ Đào Nha.Tuy nhiên, Alonso đã bị lấy đi viễn cảnh được cùng đội tuyển tiến sâu vào vòng trong do thất bại trước hai đội bóng sau này đã vào chung kết: Hy Lạp và Bồ Đào Nha.Mặc dù số lần ra sân của Alonso ở giải này rất ít nhưng anh vẫn được cựu danh thủ Jan Molby chú ý đến bởi khả năng chuyền bóng siêu đẳng của anh.
Kì chuyền nhượng mùa hè chứng kiến việc người bạn thân của Alonso Mikel Arteta gia nhập Real Sociedad.Arteta rất muốn được chơi cùng Alonso trên hàng tiền vệ nhưng điều này đã không thành hiện thực.Alonso đã không thi đấu cùng Real Sociedad ở các trận đấu giao hữu trước mùa bởi anh lúc đó anh đang chuẩn bị gia nhập Liverpool.Câu lạc bộ xứ Basque đưa tin vào ngày 20 tháng 8 năm 2004 rằng họ nhận được lời đề nghị 10,7 triệu bảng Anh từ phái Liverpool và Alonso đã thống nhất những điều khoản cá nhân cùng đội bóng vùng Merseyside..Alonso không phàn nàn về việc không gia nhập thành công Real Madrid.Mà thay vào đó anh quan tâm đến việc hội ngộ Liverpool cùng cựu huấn luyện viên Valencia CF, Rafael Benítez.

### Liverpool

#### 2004-2005:Vô địch Champions League
Việc Alonso đến Liverpool cùng Luis García từ FC Barcelona đánh dấu một kỉ nguyên mới ở Anfield.Tân huấn luyện viên Rafael Benítez có những cuọc thanh lọc đội hình nhằm áp dụng lối đá và chiến thuật của ông lên đội bóng.Tiền vệ người Tây Ban Nha là bản hợp đồng đầu tiên của Benitez và ông cho biết nền tảng kĩ thuật cùng thể lực của họ sẽ đem lại những điều mới mẻ cho câu lạc bộ .Alonso có trận ra mắt ở Premier League trong trận tiếp Bolton Wanderers ở sân Reebok vào ngày 29 tháng 8 năm 2004.Liverpool thua 1-0 nhưng Alonso cũng đã nhận được những lời tán dương về kĩ năng chuyền bóng của anh.Trận tiếp Fulham đã cho thấy tài năng của Alonso.Liverpool thua 2-0 trong hiệp 1 và Benitez cho ALonso vào ở hiệp 2.Việc anh vào sân đã đem đến những điều mới mẻ và trận đấu kết thúc với tỉ số 4-2 nghiêng về đội bóng vùng Merseyside.Đặc biệt, Alonso đã ghi một bàn thắng từ quả đá phạt đưa Liverpool vượt lên dẫn trước - bàn thắng đầu tiên của anh ở đội bóng.

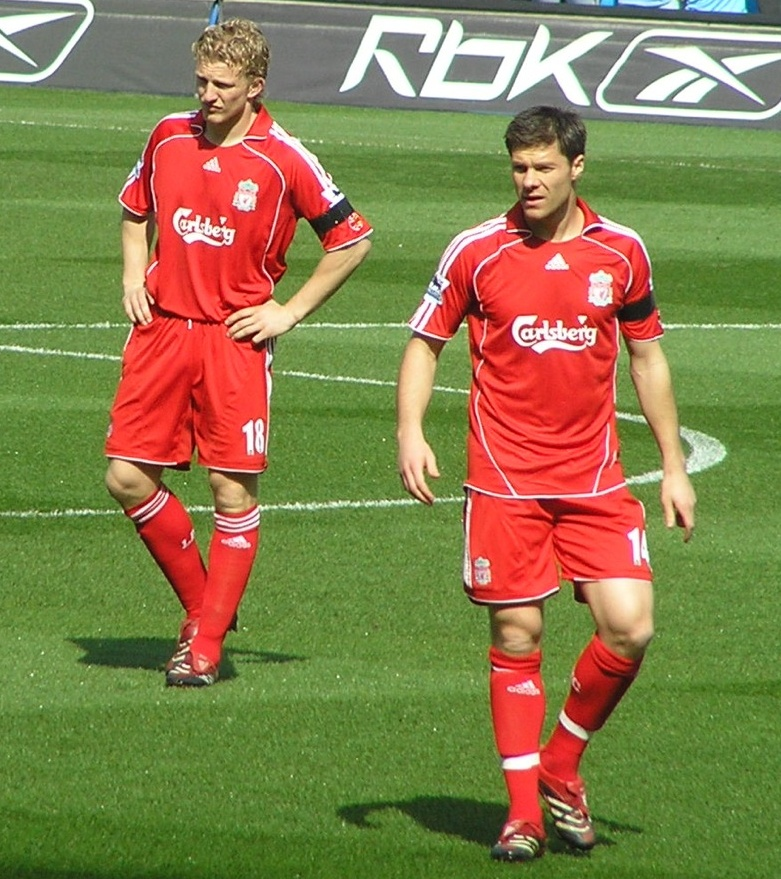
Alonso cùng đồng đội Dirk Kuyt ở Liverpool

Alonso tiếp tục đóng góp những bàn thắng quan trọng cho câu lạc bộ, anh ghi bàn đầu tiên ở Anfield trong chiến thắng 2-1 trước Arsenal.Alonso rất phấn khích với những thành công anh đạt được và cho biết đang rất hạnh phúc ở Anh.Trận tiếp Arsenal đánh dấu sự trở lại của đội trưởng Steven Gerrard sau chấn thương nhưng Alonso không được thi đấu nhiều cùng đội trửong câu lạc bộ do không lâu sau đó anh đã bị dính chấn thương đầu tiên ở Liverpool.Mắt cá chân của Alonso đã bị vỡ sau cú phạm lỗi của Frank Lampard trong trận thua 1-0 của Liverpool vào ngày đầu tiên của năm 2005 và tiền vệ người Tây Ban Nha đã phải rời xa sân cỏ trong ba tháng.
Anh có sự trở lại trong trận tứ kết lượt về cúp C1 gặp Juventus.Alonso không có thể lực đảm bảo hoàn toàn nhưng do Steven Gerrard chân thương, anh đã chơi cả 90 phút và Liverpool cầm hoà 0-0 ở Ý và đánh bại đương kim vô địch Serie A bằng tổng tỉ số 2-1. Phóng viên Kevin McCarra của tờ The Guardian ca ngợi Alonso về kĩ năng và màn trình diễn trong trận đấu, anh nói: "Cầu thủ tiền vệ toàn diện này đã chứng tỏ ở Sân vận động Alpi rằng kĩ thuật có thể chiến thắng những bất lợi về thể lực".Ở vòng đấu tiếp theo gặp Chelsea, Alonso nhận thẻ vàng trong trận hoà 0-0 và khiến anh vị treo giò ở trận lượt về.Tuy nhiên, Gerrard trở lại ở trận lượt về và anh đã dẫn dắt các đồng đội tới chiến thắng 1-0 với bàn thắng của Luis Garcia, và vào chung kết gặp AC Milan.
Vị trí thứ năm của Liverpool ở giải Premier League có thể khiến Liverpool không được dự Champions League mùa sau nhưng mùa giải vẫn đang chờ Alonso ở trận chung kết cúp C1. Liverpool, khi đang bị dẫn 3-2, đã được nhận một quả Penalty và Alonso đã thực hiện quả đá đó.Nếu như Dida, một thủ môn lão luyện người Brasil, có thể chặn quả đá đầu tiên của Alonso nhưng anh không thể chặn quả thứ hai khi Alonso băng vào đá bóng tung nóc lưới, cân bằng tỉ số 3-3.Hiệp phụ trôi qua với không một bàn thắng cho cả hai đội và Liverpool thắng 3-2 trong loạt luân lưu.Alonso được ca tụng với việc đưa trận đấu trở lại thế quân bình và Benitez tiếp tục khẳng định sự quan trọng của anh trong đội bóng.Alonso ngây ngất với chiến thắng, anh phát biểu: "Đây là khoảnh khắc tuyệt vời nhất trong sự nghiệp tôi".Điều này đánh dấu năm đầu tiên đại thành công của Alonso ở Anh và chiến thắng trong trận chung kết giải đấu lớn nhất dành cho các câu lạc bộ ở châu Âu đã mở ra một tương lai xán lạn của cầu thủ 23 tuổi.

### 2005-2006:Vô địch cúp FA

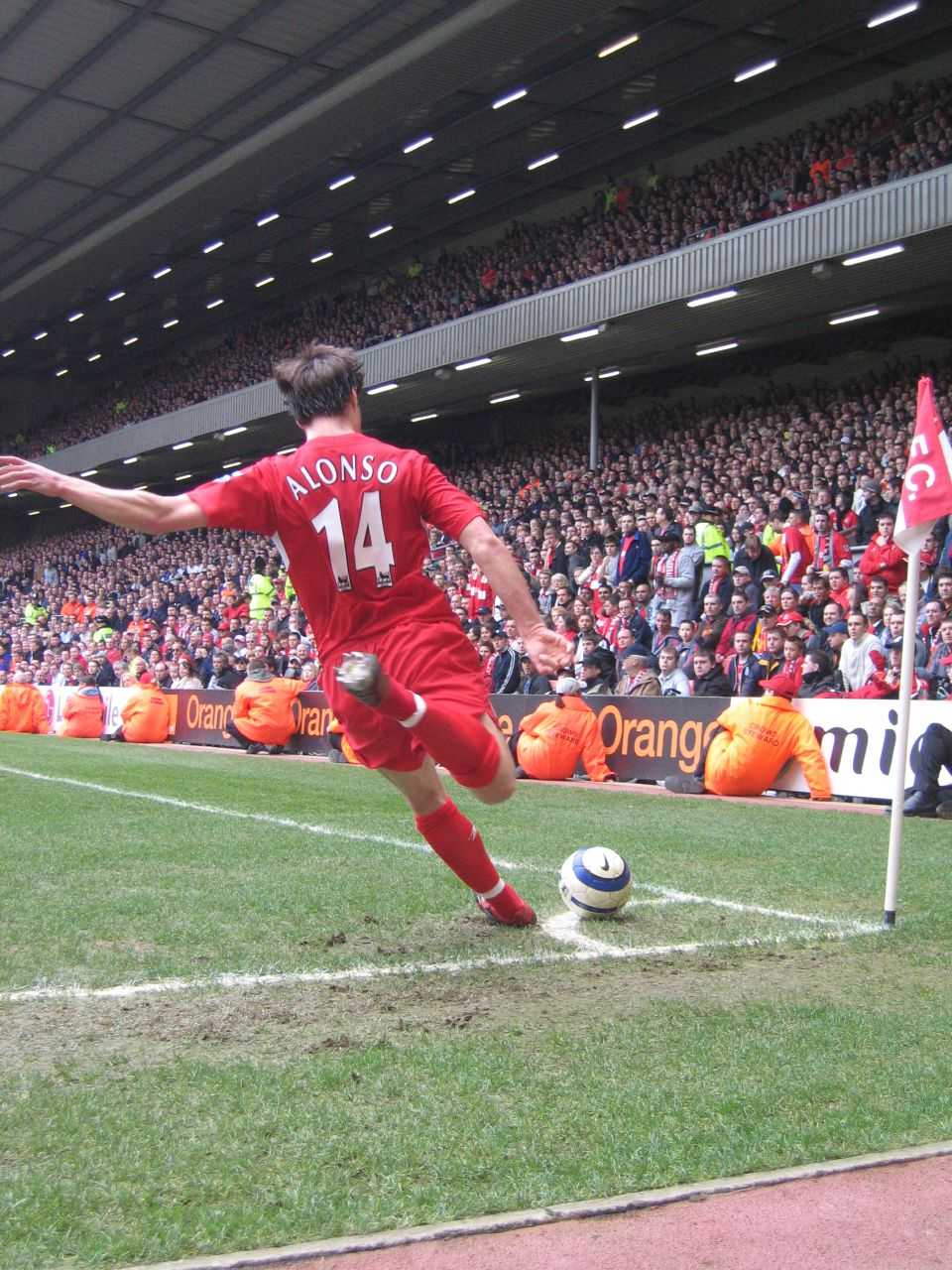
Alonso thực hiện quả phạt góc cho Liverpool

Alonso trở thành nhân tố quan trọng trong đội hình ở mùa giải 2005-06, phần nhiều do anh đã không dính phải những chấn thương đã hành hạ anh ở mùa giải đầu tiên cùng đội bóng.Kì chuyển nhượng mùa hè đem Peter Crouch đến Liverpool và chiều cao của tiền đạo này sẽ thích hợp với những đường bóng dài.Crouch phủ nhận điều này, nhấn mạnh rằng khả năng chuyền bóng của Alonso cùng Gerrard sẽ xác định lối chơi của Liverpool.Alonso phải đối mặc với nhiều thử thách hơn khi ở vị trí của anh có thêm Mohamed Sissoko.Tuy nhiên, chấn thương của Steven Gerrard và Rafael Benitez thích sơ đồ 4-5-1 đã đảm bảo một vị trí cho Alonso trong đội bóng.Alonso xuất hiện đầy đủ trong tất cả các trận đấu của Liverpool ở Champions League nhưng màn trình diễn tuyệt vời ở mùa giải trước đó đã không lặp lại khi Liverpool thất bại trước Benfica ở vòng knockout.
Vào ngày 7 tháng 1 năm 2006, trong trận đấu ở vòng ba cúp FA gặp Luton Town, Alonso là nhân vật chính trong chiến thắng của Liverpool với bàn thắng ấn định tỉ số 5-3 sau khi chính anh rút ngắn tỉ số xuống còn 3-1 ở đầu hiệp hai.Alonso ghi hai bàn thắng khó tin từ các khoảng cách:một từ khoảng cách 45 yard, và bàn thắng còn lại từ khoảng cách 65 yard; tức là sau vạch giữa sân.Do đó, Alonso đã mang lại may mắn cho các cổ động viên Liverpool những người đã thắng 200 £ từ việc cá độ Alonso sẽ ghi bàn từ ngoài vòng cấm. Alonso dính chấn thương mắt cá chấn trong trận thắng 3-1 trước Portsmouth, khiến anh khó có cơ hội tham dự trận chung kết cúp FA.Tuy nhiên, anh đã hồi phục nhanh chóng để ra sân từ đầu trong trận đó khi tiếp West Ham United và Gerrard ghi bàn thứ ba cho Liverpool từ quả đá phạt của Alonso.Alonso do vẫn bị ảnh hưởng bởi chấn thương nên không thể tham dự cả 90 phút và đã bị thay ra ở hiệp hai.Liverool thắng trên chấm luân lưu mà không có sự trợ giúp của anh nhưng Alonso vẫn có được danh hiệu vô địch cúp FA đầu tiên.
Alonso được gọi vào đội tuyển Tây Ban Nha để dự World Cup 2006 và anh ghi bàn đầu tiên của đội tuyển ở giải này, bàn đầu tiên của anh cho đội tuyển trong trận tiếp Ukraine vào ngày 14 tháng 6 năm 2006.Mặc dù có thành tốt ở vòng bảng khi thắng tất cả các trận song Alonso không có cơ hội tiến sâu cùng đội tuyển khi bị loại bởi đội tuyển Pháp ở vòng knockout.

### Mùa giải 2006-2007 và 2007-2008
Vào ngày 20 tháng 9 năm 2006 Alonso ghi một bàn thắng mà phóng viên BBC đã phải mô tả như "một cú dứt điểm kì quặc" từ phần sân nhà trong trận thắng 2-0 trước Newcastle United.Andy Hunter của tờ The Independent mỏ tả đó là "một trong những bàn thắng táo bạo nhất trong lịch sử 115 năm của Anfield".Alonso cho biết cú đá từ khoảng cách 70 yard đó là may mắn và anh đã tập những cú đá xa như vậy trong các buổi tập.Mặc dù có sự giống nhau trong hai bàn thắng do đều ở sân nhà, Alonso vẫn không cho biết đâu là bàn đẹp hơn.Anh nói, "Tôi nghĩ bàn này khá hơn.Bàn thắng trong trận đấu với Luton nảy ra trong ý nghĩ của tôi chỉ trong vài giây, còn bàn này tôi đã tính trước rồi.Bàn trong trận đá với Luton được ghi bằng chân trái - đó là khác biệt - nhưng tôi vẫn rất hạnh phúc khi ghi được bàn." Đó là bàn đầu tiên của anh cho Liverpool kể từ trận tiếp Luton, và đó đều là những bàn thắng từ phần sân nhà.
Vào ngày 8 tháng 6 năm 2007 Alonso ký hợp đồng 5 năm, kết thúc những tin đồn về chuyển nhượng.Anh đang có quãng thời gian tốt đẹp cùng Liverpool và sau khi ký hợp đồng anh cho biết: "Tôi biết đã có những sự quan tâm từ các đội bóng khác nhưng tôi luôn muốn ở lại đây.Tôi đã ở đây ba mùa giải và có những tình cảm đặc biệt cho đội bóng và cổ động viên.Tôi hiểu Liverpool có ý nghĩa thế nào với nhiều người.Đó là một đội bóng đặc biệt và tôi không muốn ra đi." Mùa giải 2007-08 khởi đầu tốt đẹp cho tiền vệ người Tây Ban Nha: Việc Gerrard vắng mặt tạo điều kiện cho Alonso chơi thoải mái hơn ở hàng tiền vệ và anh ghi hai bàn trong trận thắng 6-0 ở Premier League trước Derby County.Tuy nhiên, sự khởi đầu sáng sủa chỉ diễn ra trong một thời gian ngắn khi anh bị chấn thương trong trận tiếp Portsmouth khiến anh không thể tập luyện.Cuộc giải phẫu xương bàn chân khiến anh phải rời xa sân cỏ trong sáu tuần nhưng sự trở lại của anh không được dài và chấn thương của anh bị tái phát trong trận đầu tiên anh trở lại.Sau đó anh cho biết: "Tôi đã cảm thấy hơi mệt mỏi trong thời gian đó bởi đó mới chỉ là trận đấu đầu tiên tôi trở lại và trận đấu lại diễn ra rất nhanh.Nhưng là một cầu thủ bạn không muốn phải ra sân, đặc biệt khi đội chiến thắng."
Alonso trở lại vào cuối mùa giải 2007 nhưng chỉ vài tháng sau đó anh phải đối mặt với nhiều thử thách hơn cho một vị trí trên hàng tiền vệ khi Javier Mascherano và Lucas Leiva đến.Vị trí của anh trên hàng tiền vệ năm người không được đảm bảo, tuy nhiên huấn luyện viên Rafael Benítez vẫn đánh giá anh là một cầu thủ "đẳng cấp thế giới" và cho biết kĩ năng của anh có thể thay đổi trận đấu và xuyên phá hàng phòng ngự.Alonso đánh dấu trận ra sân thứ 100 cho Liverpool vào ngày 12 tháng 1 năm 2008 khi tiếp Middlesbrough.

### Mùa giải 2008-09

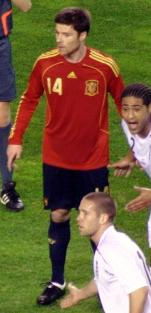
Alonso chơi cho đội tuyển Tây Ban Nha

Liverpool kết thúc mùa giải 2007-08 với không một danh hiệu nhưng cơ hội để Alonso có được một chức vô địch vẫn chờ đợi anh ở Euro 2008.Alonso chủ yếu ngồi dự bị nhưng là một cầu thủ dự bị chiến lược, anh đeo băng đội trưởng của đội tuyển Tây Ban Nha trong trận tiếp đội tuyển Hi Lạp, được bầu là cầu thủ hay nhất trận đấu.Mặc dù có một màn trình diễn ấn tượng, song anh vẫn không có vị trí trong đội bóng.Tây Ban Nha sau đó vô địch giải đấu và anh ra sân trong bốn trên sáu trận ở giải đấu.Phát biểu trên báo Guillem Balaque, anh nói chức vô địch dành cho Tây Ban Nha là xứng đáng và lối chơi đồng đội là yếu tố chủ chốt giúp đội tuyển có thành tích bất bại ở giải đấu.Cầu thủ xứ Basque rất hạnh phúc vì có được danh hiệu, tuyên bố "Ngay tại đây, chúng tôi đang sống ở hiện tại.Điều đó thật khó tin và chúng tôi như đang trong mơ.Thật tuyệt vời".Thành công của Alonso cùng đội tuyển được tiếp tục khi anh ghi hai bàn trong trận thắng 3-0 trước Đan Mạch ở một trận giao hữu vào tháng tám.
Kì chuyển nhượng mùa hè 2008 dấy lên tin đồn về việc Liverpool mua tuyển thủ Anh Gareth Barry để thay thế Alonso.Đầu mùa giải 2008-09, cả Alonso và Barry đều có thể ra đi nhưng không có chuyện gì xảy ra cả và cầu thủ người Tây Ban Nha cảm thấy mọi thứ bị đảo lộn và một vị trí không ổn định trong đội hình.Tuy nhiên, cổ động viên đội bóng đã trợ giúp anh rất nhiều về mặt tinh thần, cổ vũ anh cả trong và ngoài sân cỏ, và Alonso rất biết ơn điều này, anh nói:
"Các cổ động viên không thể làm điều hơn để cho tôi thấy họ cảm thấy thế nào...Nếu tôi ra ngoài ăn trưa hoặc uống cà phê, thường xuyên có người đến và nói, 'Chúng tôi muốn anh ở lại'.Tôi rất vui vì điều đó, cuối cùng, không gì đã xảy đến bởi chẳng có gì nói lên việc tôi muốn ra đi."
Mặc cho những sự kiện trong mùa hè, Alonso vẫn có một sự khởi đầu tốt ở đầu mùa giải và cả những đồng đội anh, dẫn đến những chiến thắng liên tiếp ở đầu mùa giải.Tầm quan trọng của ALonso với đội bóng được nhấn mạnh khi anh ghi bàn duy nhất trong trận thắng 1-0 trước Chelsea, khiến Liverpool là đội duy nhất đánh bại được Chelsea ở sân Stamford Bridge trong khoảng bốn năm.Những thống kê sau đó cũng cho thấy phong độ tuyệt vời của Alonso: vào ngày 11 tháng mười hai, theo thống kê của Opta, anh là cầu thủ đầu tiên ở Premier League chuyền thành công 1000 quả.Bàn thắng gần đây nhất của anh ghi cho Liverpool là trong trận tiếp Hull City, anh ghi bàn từ một cú volley sau quả đá phạt đập hàng rào của Hull.

### Real Madrid
Alonso đã đạt được thoả thuận chuyển sang chơi cho Real Madrid vào cuối tháng 7 với mức giá 30 triệu bảng Anh và chính thức rời Liverpool vào ngày 5 tháng 8 và tạm nhận số áo 22 (sau này được nhường lại cho Ángel Di María. Anh thường được huấn luyện viên Jose Mourinho sử dụng ở vị trí tiền vệ trụ và nhận được lại số áo yêu thích là 14 từ Guti. Anh đã có những mùa giải thành công tại Real Madrid nhưng khá tiếc cho Xabi Alonso là cho đến nay (tức mùa giải 2011-12) anh vẫn chưa ghi một bàn thắng nào cho Kền Kền Trắng. Bất ngờ vào cuối mùa giải 2011-12 anh tiết lộ trên một tờ báo rằng: Tại sao tôi rời khỏi Liverpool, vì tôi cảm thấy tôi... không đủ niềm tin với huấn luyện viên Rafeal. Tôi có nghe đồn rằng có người dụ ông ta (huấn luyện viên) bán tôi đi lấy tiền trả nợ cho Liverpool.

### Bayern Munich
Alonso chuyển qua Bayern Munich vào kỳ chuyển nhượng hè 2014.Anh đã ngay lập tức chứng minh tầm quan trọng của mình cho đội bóng với những quả đá phạt thành bàn và kĩ năng dẫn dắt lối chơi của đội bóng  Đức đã lập một kỉ lục về số lần chạm bóng trong một trận (204 lần).

## Cuộc sống riêng
Alonso được các đồng đội ở Liverpool cho là một con người kín đáo và thân thiện.Anh cưới Nagore Aranburu ngày 11/7/2009 và họ có đứa con đầu lòng vào ngày 11 tháng 3 năm 2008; bé trai tên Jontxu Alonso Aranburu.Alonso đã ở lại Merseyside để chờ đưa bé ra đời, sau đó anh nói: "Có một chút sự tiếc nuối khi phải bỏ lỡ trận đấu với Inter Milan nhưng tôi phải ở cùng gia đình ở những thời điểm như thế này." Tuy nhiên, điều này đã gây nên những mâu thuẫn giữa anh và huấn luyện viên Rafael Benítez và điều này có nghĩa là ông không gọi anh cho trận đấu quan trọng ở Champions League đến Milan.
Alonso và tiền vệ của Arsenal Mikel Arteta là hàng xóm của nhau từ khi còn nhỏ ở San Sebastián cho tới bây giờ ở Liverpool.Alonso đã khuyên Arteta nên chuyển tới Everton sau khi nói anh hạnh phúc thế nào khi sống ở Liverpool.Alonso cũng giới thiệu để cựu cầu thủ Real Sociedad Juan Ugarte đến xứ Wales để chơi cho Wrexham vào năm 2004.
Anh trai anh, Mikel Alonso, có một năm đến Bolton Wanderers theo dạng cho mượn ở mùa giải 2007-08 với một điều khoản có thể mua đứt.Tuy nhiên, câu lạc bộ quyết định không kéo dài hợp đồng với anh sau khi mượn và anh đã trở lại Tây Ban Nha để tập luyện cùng câu lạc bộ cũ của Alonso, Real Sociedad.Alonso cũng có một người anh khác làm trong bóng đá, Jon, hiện đang là trọng tài.

## Thống kê

### Câu lạc bộ
Tính đến 20 tháng 5 năm 2017
| Câu lạc bộ          | Mùa giải            | Giải vô địch quốc gia | Giải vô địch quốc gia | Cúp quốc gia | Cúp quốc gia | Cúp liên đoàn | Cúp liên đoàn | Châu Âu | Châu Âu | Khác1 | Khác1 | Tổng cộng | Tổng cộng |
| Câu lạc bộ          | Mùa giải            | Trận                  | Bàn                   | Trận         | Bàn          | Trận          | Bàn           | Trận    | Bàn     | Trận  | Bàn   | Trận      | Bàn       |
| ------------------- | ------------------- | --------------------- | --------------------- | ------------ | ------------ | ------------- | ------------- | ------- | ------- | ----- | ----- | --------- | --------- |
| Real Sociedad       | 1999–2000           | 0                     | 0                     | 1            | 0            | –             | –             | 0       | 0       | –     | –     | 1         | 0         |
| Real Sociedad       | Tổng cộng           | 0                     | 0                     | 1            | 0            | –             | –             | 0       | 0       | –     | –     | 1         | 0         |
| Eibar               | 2000–01             | 14                    | 0                     | 0            | 0            | –             | –             | 0       | 0       | –     | –     | 14        | 0         |
| Eibar               | Tổng cộng           | 14                    | 0                     | 0            | 0            | –             | –             | 0       | 0       | –     | –     | 14        | 0         |
| Real Sociedad       | 2000–01             | 18                    | 0                     | 0            | 0            | –             | –             | 0       | 0       | –     | –     | 18        | 0         |
| Real Sociedad       | 2001–02             | 29                    | 3                     | 0            | 0            | –             | –             | 0       | 0       | –     | –     | 29        | 3         |
| Real Sociedad       | 2002–03             | 33                    | 3                     | 1            | 0            | –             | –             | 0       | 0       | –     | –     | 34        | 3         |
| Real Sociedad       | 2003–04             | 34                    | 3                     | 0            | 0            | –             | –             | 8       | 1       | –     | –     | 42        | 4         |
| Real Sociedad       | Tổng cộng           | 114                   | 9                     | 1            | 0            | –             | –             | 8       | 1       | –     | –     | 123       | 10        |
| Liverpool           | 2004–05             | 24                    | 2                     | 0            | 0            | 0             | 0             | 8       | 1       | –     | –     | 32        | 3         |
| Liverpool           | 2005–06             | 35                    | 3                     | 5            | 2            | 0             | 0             | 10      | 0       | 3     | 0     | 53        | 5         |
| Liverpool           | 2006–07             | 32                    | 4                     | 1            | 0            | 2             | 0             | 15      | 0       | 1     | 0     | 51        | 4         |
| Liverpool           | 2007–08             | 19                    | 2                     | 3            | 0            | 1             | 0             | 4       | 0       | –     | –     | 27        | 2         |
| Liverpool           | 2008–09             | 33                    | 4                     | 3            | 0            | 1             | 0             | 10      | 1       | –     | –     | 47        | 5         |
| Liverpool           | Tổng cộng           | 143                   | 15                    | 12           | 2            | 4             | 0             | 47      | 2       | 4     | 0     | 210       | 19        |
| Real Madrid         | 2009–10             | 34                    | 3                     | 0            | 0            | –             | –             | 7       | 0       | –     | –     | 41        | 3         |
| Real Madrid         | 2010–11             | 34                    | 0                     | 7            | 1            | –             | –             | 11      | 0       | –     | –     | 52        | 1         |
| Real Madrid         | 2011–12             | 36                    | 1                     | 4            | 0            | –             | –             | 10      | 0       | 2     | 1     | 52        | 2         |
| Real Madrid         | 2012–13             | 28                    | 0                     | 7            | 0            | –             | –             | 10      | 0       | 2     | 0     | 47        | 0         |
| Real Madrid         | 2013–14             | 26                    | 0                     | 7            | 0            | –             | –             | 9       | 0       | 0     | 0     | 42        | 0         |
| Real Madrid         | 2014–15             | 0                     | 0                     | 0            | 0            | –             | –             | 0       | 0       | 2     | 0     | 2         | 0         |
| Real Madrid         | Tổng cộng           | 158                   | 4                     | 25           | 1            | –             | –             | 47      | 0       | 6     | 1     | 236       | 6         |
| Bayern Munich       | 2014–15             | 26                    | 2                     | 4            | 0            | –             | –             | 10      | 2       | 0     | 0     | 40        | 4         |
| Bayern Munich       | 2015–16             | 26                    | 0                     | 4            | 1            | –             | –             | 8       | 1       | 1     | 0     | 39        | 2         |
| Bayern Munich       | 2016–17             | 27                    | 3                     | 3            | 0            | –             | –             | 7       | 0       | 1     | 0     | 38        | 3         |
| Bayern Munich       | Tổng cộng           | 79                    | 5                     | 11           | 1            | –             | –             | 25      | 3       | 2     | 0     | 117       | 9         |
| Tổng cộng sự nghiệp | Tổng cộng sự nghiệp | 508                   | 33                    | 50           | 4            | 4             | 0             | 128     | 6       | 11    | 1     | 701       | 44        |

1 Bao gồm UEFA Super Cup, FIFA Club World Cup, FA Community Shield, Supercopa de España và DFL-Supercup.

### Thi đấu quốc tế
| Đội tuyển quốc gia | Mùa bóng  | Số lần ra sân | Số bàn thắng |
| ------------------ | --------- | ------------- | ------------ |
| Tây Ban Nha        |           |               |              |
| 2002–03            | 1         | 0             |              |
| 2003–04            | 10        | 0             |              |
| 2004–05            | 6         | 0             |              |
| 2005–06            | 12        | 1             |              |
| 2006–07            | 8         | 0             |              |
| 2007–08            | 10        | 2             |              |
| 2008–09            | 14        | 4             |              |
| 2009–10            | 15        | 4             |              |
| 2010–11            | 10        | 1             |              |
| 2011–12            | 16        | 3             |              |
| 2012–13            | 5         | 0             |              |
| 2013–14            | 5         | 1             |              |
| Tổng cộng          | Tổng cộng | 112           | 16           |

Tính đến ngày 18 tháng 6 năm 2014

### Bàn thắng quốc tế
| #  | Ngày                | Địa điểm                                                        | Đối thủ      | Bàn thắng | Kết quả | Giải đấu                 |
| -- | ------------------- | --------------------------------------------------------------- | ------------ | --------- | ------- | ------------------------ |
| 1  | 14 tháng 6 năm 2006 | Zentralstadion, Leipzig, Đức                                    | Ukraina      | 1–0       | 4–0     | World Cup 2006           |
| 2  | 20 tháng 8 năm 2008 | Sân vận động Parken, Copenhagen, Đan Mạch                       | Đan Mạch     | 1–0       | 3–0     | Giao hữu                 |
| 3  | 20 tháng 8 năm 2008 | Sân vận động Parken, Copenhagen, Đan Mạch                       | Đan Mạch     | 3–0       | 3–0     | Giao hữu                 |
| 4  | 1 tháng 4 năm 2009  | Sân vận động Ali Sami Yen, Istanbul, Thổ Nhĩ Kỳ                 | Thổ Nhĩ Kỳ   | 1–1       | 2–1     | Vòng loại World Cup 2014 |
| 5  | 28 tháng 6 năm 2009 | Sân vận động Royal Bafokeng, Rustenburg, Nam Phi                | Nam Phi      | 3–2       | 3–2     | Confed Cup 2009          |
| 6  | 14 tháng 9 năm 2009 | Sân vận động Vicente Calderón, Madrid, Tây Ban Nha              | Argentina    | 1–0       | 2–1     | Giao hữu                 |
| 7  | 14 tháng 9 năm 2009 | Sân vận động Vicente Calderón, Madrid, Tây Ban Nha              | Argentina    | 2–1       | 2–1     | Giao hữu                 |
| 8  | 29 tháng 5 năm 2010 | Sân vận động Tivoli-Neu, Innsbruck, Áo                          | Ả Rập Xê Út  | 2–1       | 3–2     | Giao hữu                 |
| 9  | 8 tháng 6 năm 2010  | Sân vận động Nueva Condomina, Murcia, Tây Ban Nha               | Ba Lan       | 3–0       | 6–0     | Giao hữu                 |
| 10 | 7 tháng 6 năm 2011  | Sân vận động José Antonio Anzoátegui, Puerto la Cruz, Venezuela | Venezuela    | 3–0       | 3–0     | Giao hữu                 |
| 11 | 10 tháng 8 năm 2011 | Sân vận động San Nicola, Bari, Ý                                | Ý            | 1–1       | 1–2     | Giao hữu                 |
| 12 | 7 tháng 10 năm 2011 | Generali Arena, Prague, Cộng hòa Séc                            | Cộng hòa Séc | 2–0       | 2–0     | Vòng loại Euro 2012      |
| 13 | 30 tháng 5 năm 2012 | Stade de Suisse, Bern, Thụy Sĩ                                  | Hàn Quốc     | 2–1       | 4–1     | Giao hữu                 |
| 14 | 23 tháng 6 năm 2012 | Donbass Arena, Donetsk, Ukraina                                 | Pháp         | 1–0       | 2–0     | Euro 2012                |
| 15 | 23 tháng 6 năm 2012 | Donbass Arena, Donetsk, Ukraina                                 | Pháp         | 2–0       | 2–0     | Euro 2012                |
| 16 | 13 tháng 6 năm 2014 | Arena Fonte Nova, Salvador, Brasil                              | Hà Lan       | 1–0       | 1–5     | World Cup 2014           |

## Danh hiệu

### Cầu thủ
Liverpool
- FA Cup: 2005–06
- FA Community Shield: 2006
- UEFA Champions League: 2004–05
- UEFA Super Cup: 2005

Real Madrid
- La Liga: 2011–12
- Copa del Rey: 2010–11, 2013–14
- Supercopa de España: 2012
- UEFA Champions League: 2013–14

Bayern Munich
- Bundesliga: 2014–15, 2015–16, 2016–17
- DFB-Pokal: 2015–16
- DFL-Supercup: 2016

Tây Ban Nha
- FIFA World Cup: 2010
- UEFA European Championship: 2008, 2012
- FIFA Confederations Cup: 2009

Cá nhân
- Cầu thủ Tây Ban Nha xuất sắc nhất năm: 2003
- Bàn thắng của tháng của BBC: Tháng 11 năm 2004[85]
- FIFA FIFPro World XI: 2011, 2012; Đội thứ 2: 2014;[86] Đội thứ 3: 2013;[87] Đội thứ 4: 2015;[88] Đội thứ 5: 2016[89]
- Tiền vệ xuất sắc nhất La Liga: 2011–12[90]
- Đội tuyển vô địch bóng đá châu Âu của giải đấu: 2012
- UEFA Champions League Đội hình của mùa giải: 2013–14
- Bundesliga Đội hình xuất sắc nhất mùa giải: 2014–15[91]

Huân chương
- Huân chương Vàng Huân chương Thể thao Hoàng gia: 2011[92]

### Huấn luyện viên
Bayer Leverkusen
- Bundesliga: 2023–24[93]
- DFB-Pokal: 2023–24[94]
- DFL-Supercup: 2024[95]